# Суйо-рю
Суйо-рю Иай Кэмпо (яп. 水鷗流 居合 剣法) или просто Суйо-рю (яп. 水鷗流, «стиль морской чайки») — древняя школа иайдо, классическое японское боевое искусство (корю), основанное приблизительно в 1615 году мастером по имени Мима Ёитидзаэмон Кагэнобу.
В программу обучения школы входят такие дисциплины, как иайдзюцу, кэндзюцу, дзёдзюцу, нагинатадзюцу, кусаригамадзюцу и когусоку. Суйо-рю входит в состав организации Нихон Кобудо Кёкай.

## История
Школа Суйо-рю Иай Кэмпо была основана приблизительно в 1615 году (во времена раннего периода Эдо) мастером по имени Мима Ёитидзаэмон Кагэнобу (яп. 三間与一左衛門景延, 1577—1665). Основатель школы родился в провинции Дэва. Его отец был Мима Сайгу, священник в храме Дзюниса Гонгэн. В юношестве Ёитидзаэмон Кагэнобу изучал техники фехтования школы Бокудэн-рю, а также стиль дзё, который практиковали священники горы Синто (Конго Дзё Дзёхо).
В возрасте 18 лет, Ёитидзаэмон Кагэнобу проиграл в товарищеском поединке против друга отца, самурая Сакураи Горомона Наомицу, который использовал техники иай школы Хаясидзаки. После этого события Сакураи Горомон стал учителем Кагэнобу. После ознакомления с традициями школы Хаясидзаки, Ёитидзаэмон пообещал создать собственный стиль и отправился путешествовать по всей Японии, чтобы проверить свои навыки против других мастеров боевых искусств. В этот период он изучал техники нагинатадзюцу у буддийских монахов с горы Хиэй, которые они зачастую применяли во время периода Сэнгоку.
Ёитидзаэмон не довольствовался развитием лишь физической стороны своего боевого искусства. Он продолжил изучать аскетичные практики, проводил ночи в медитации и уединялся в святынях, расположенных глубоко в горах. Подобная настойчивость, физическая и духовная закалки в конечном итоге привели его к просветлению. Согласно преданию, на 20-м году своих усилий Ёитидзаэмон был поражён, увидев белых чаек, без осознанных усилий скользящих над поверхностью воды. Он осознал, что может использовать свой меч в той же легкой манере. Свою школу Кагэнобу назвал в честь этого прозрения — «Суйо-рю», что дословно переводится как «стиль морской чайки».
В возрасте 67 лет Мима Ёитидзаэмон Кагэнобу передал школу под руководство своего сына, Мима Ёхатиро Кагэнага. К основным техникам, разработанным основателем, Ёхатиро Кагэнага добавил десять базовых форм, входящих в разделы Гоин и Гоё, целью которых является наработка базовых движений.
Девятый сокэ, Фукухара Синдзаэмон Кагэнори, основал школу Масаки-рю Фукухара-ха Кусаригамадзюцу, частично базирующуюся на техниках Масаки-рю Манрикигусаридзюцу. С того момента этот стиль вошёл в программу обучения Суйо-рю и передавался как отдельная традиция каждому последующему сокэ.
Нынешним главой школы является 15-й сокэ, Кацусэ Ёсимицу Кагэхиро (кёси иайдо, 7-й дан; кёси кэндо, 7-й дан; рэнси дзёдо, 6-й дан). Штаб-квартира школы, Хэкиункан (дословно — «Зал Голубых Облаков»), находится в городе Сидзуока, префектура Сидзуока, Япония.

## Учебная программа
Суйо-рю Иай Кэмпо является комплексной боевой традицией с акцентом на методы иай. Школа включает в себя следующие разделы:

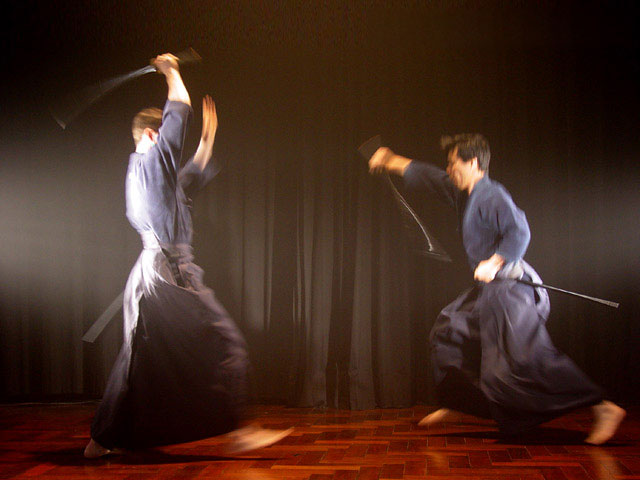
Ката куми-иай

- Гоё (яп. 五陽) — базовые техники нападения из положения сэйдза (5 ката);
- Гоин (яп. 五陰) — базовые техники защиты из положения сэйдза (5 ката);
- Тати-иай (яп. 立居合) — техники из положения стоя (9 ката);
- Куё (яп. 九曜) — техники продвинутого уровня из положения сэйдза (9 ката);
- Куми-иай (яп. 組居合) — парные техники из положения стоя (9 ката);
- Кагэ-Вадза (яп. 影技) — несколько разделов, «скрытые техники», включающие защиту и контрприёмы против различных техник и их вариаций из разделов Куё, Тати-иай и Куми-иай (всего 27 ката);
- Ями (яп. 闇) — набор техник защиты и нападения, предполагающих использование в полной темноте.

Большинство одиночных ката могут практиковаться с партнёром, и часто предполагают ответ в виде парной ката (например, одной из соответствующих защитных ката в ответ на ката нападения).
Помимо иайдзюцу, Суйо-рю включает в себя также следующие разделы:
- Дзёхо (яп. 杖法) — техники для длинного и короткого посоха, как против меча, так и против дзё;
- Когусоку (яп. 小具足) — техники рукопашного боя в облегчённых доспехах против вооружённого или невооружённого противника;
- Нагинатадзюцу (яп. 長刀術) — техники для глефы, как против меча, так и против нагинаты, плюс набор одиночных ката, используемых против кавалерии;
- Кэмпо (яп. 剣法) — раздел кэндзюцу, содержащий также техники для короткого меча;
- Вакидзаси (яп. 脇差) — техники для короткого меча вакидзаси;
- Кусаригамадзюцу (яп. 鎖鎌) — техники для серпа с цепью, как против длинного меча, так и против пары мечей (фактически является отдельной школой, Масаки-рю Фукухара-ха Кусаригамадзюцу).

## Система рангов
В Суйо-рю, как и в некоторых других корю, вместо системы данов и кю используется традиционная система рангов — мэндзё. Ранги, начиная с низшего, носят названия:
- Сёдэн (яп. 初伝);
- Тюдэн (яп. 中伝);
- Окудэн (яп. 奥伝);
- Сё мокуроку (яп. 初目録);
- Тю мокуроку (яп. 中目録);
- Дай мокуроку (яп. 大目録);
- Сё мэнкё (яп. 小免許);
- Мэнкё кайдэн (яп. 免許皆伝 );
- Инка (яп. 印可).

Ранг инка имеет право носить только глава школы.
Также, подобно другим традиционным школам, Суйо-рю требует от последователей формального присоединения к организации путём принесения клятвы — кэппан.

## Генеалогия
Основная линия передачи традиций школы Суйо-рю Иай Кэнпо выглядит следующим образом:
1. Мима Ёитидзаэмон Кагэнобу, основатель;
2. Мима Ёхатиро Кагэнага, сын Ёитидзаэмона Кагэнобу;
3. Акияма Сангоро Кагэмицу;
4. Нисино Ситидзаэмон Кагэхару;
5. Ёсино Тобэи Кагэтоси;
6. Ёсино Тодзабуро Иэтака;
7. Ёсино Тогэбэи Садамицу;
8. Ёсино Яитиро Садатоси;
9. Фукухара Синдзаэмон Кагэнори, добавил в технический арсенал школы методы Кусаригамадзюцу;
10. Фукухара Сингоро Иэсада;
11. Фукухара Дзюдзиро Садаёси;
12. Фукухара Симбэй Ёсисада;
13. Мидзума Хамбэй Кагэцугу;
14. Кацусэ Мицуясу Кагэмаса;
15. Кацусэ Ёсимицу Кагэхиро, текущий сокэ.

## В популярной культуре
- Автор популярной серии манга под названием «Кодзурэ Ооками» (яп. 子連れ狼)), Кадзуо Койкэ, использовал название школы Суйо-рю для стиля фехтования, который практикует главный герой серии, Огами Итто (яп. 拝 一刀). Причиной этого послужило романтическое звучание наименования стиля. После того, как автор узнал о реальном факте существования школы, он посетил её штаб-квартиру традиции в городе Сидзуока, чтобы засвидетельствовать своё почтение. Позже, постановщик боевых сцен второй серии телешоу посетил додзё Хэкиункан и был впечатлён техниками традиции Суйо-рю. Он даже выделил некоторое время на изучение ката школы, которые можно увидеть в телешоу.